# Inge Morath
Ingeborg Hermine "Inge" Morath (Graz, 27 maggio 1923 – New York, 30 gennaio 2002) è stata una fotografa austriaca, prima fotogiornalista donna dell'agenzia Magnum.

## Biografia
Nel 1953 entrò nella celebre agenzia Magnum Photos, diventando la prima donna a far parte della celebre agenzia fotografica. Nel 1955 pubblicò la sua prima raccolta di fotografie; alla fine della carriera si contarono 30 monografie. Il 17 febbraio 1962 sposò Arthur Miller, che era stato sposato in precedenza con Marilyn Monroe. La coppia ebbe due figli: Rebecca (divenne un'attrice famosa), nata nel settembre dello stesso anno, e Daniel, nato nel 1966. Morì all'età di 78 anni.

## Riconoscimenti
- 1992 Great Austrian State Prize per la fotografia
- Fondazione nel 2003 dell'Inge Morath Foundation
- Fondazione nel 2002 del Inge Morath Award